# 24370 Marywang
24370 Marywang è un asteroide della fascia principale. Scoperto nel 2000, presenta un'orbita caratterizzata da un semiasse maggiore pari a 2,3663673 UA e da un'eccentricità di 0,1339310, inclinata di 6,92634° rispetto all'eclittica.
È stato intitolato a Mary Xue Wang (1991), studentessa premiata nel 2008 al concorso internazionale Intel per la scienza e l'ingegneria.